# Mihovil Kombol
Mihovil Kombol (Niš, 23. rujna 1883. – Zagreb, 9. studenoga 1955.), bio je hrvatski književnik, književni povjesničar i prevoditelj.

## Životopis
Mihovil Kombol rođen je u Nišu 1883. godine, gdje mu se obitelj tada nalazila. Dvije godine kasnije, vraća se s majkom u Bribir, a otac mu je nešto kasnije preminuo u Carigradu. Kombol je dakle podrijetlom iz Bribira. U Rijeci, Sušaku i Senju polazio je klasičnu gimnaziju gdje je 1902. godine maturirao. Studij slavistike i germanistike završio je u Beču 1907. godine doktorskom tezom "O čakavštini hrvatskoga priobalja" (Zur Čakavština des kroatischen Küstenlandes) kod Vatroslava Jagića.
Predavao je u Zagrebu na Akademiji za kazališnu umjetnost, te na Višoj pedagoškoj školi od 1923. do 1943. godine, kad je postao redoviti profesor na Filozofskom fakultetu u Zagrebu. Bavio se starijom hrvatskom književnošću, posebice dubrovačkim književnim krugom. Pisao je eseje i studije. Prevodio je djela s talijanskog i njemačkog jezika.

### Kombolov doprinos povjesnici hrvatske književnosti
O hrvatskoj književnosti studiozno su početkom 20. stoljeća pisali mnogi, istaknuti valja Vodnika 1913. godine, te Ujevićev kraći prikaz 1932. godine. Kombolov prikaz povjesnice hrvatske književnosti moderan je prikaz, Švelec piše: Kombolova je "Povijest" prvi primjer u nas u kojem je predstavljena starija hrvatska književnost kao umjetnost riječi, a ne veći ili manji zbir životopisa autora i sadržaja djela.:str. 11 Švelec zaključuje: Kombol je zbrku koja je carevala do njegova vremena prevladao, poznate stvari, i one koje je sam spoznao, sredio, artikulirao i stvorio osobit mozaik. Nakon toga njegov mozaik stoji kao široka panorama u kojoj se organizam hrvatske književnosti vidi u svom funkcioniranju...:str. 12
Frangeš svoj prikaz Kombolova rada počinje prikazom međuljudsko-stručnih odnosa Kombola i njegovih kolega i suvremenika: Za Kombola ocjenjivača i historičara novije hrvatske književnosti od bitna je i odsudna značenja dugogodišnje drugovanje s Krležom, te nastavlja: nervozno-kritički stav Krležin prema Šenoi, i uopće prema novijim razdobljima hrvatske književnosti, zadržan je sve do velike akcije oko "Enciklopedije" (pri čemu je nezadovoljstvo ocjenom Gjalskoga ... dovelo do toga da Krleža sam napiše taj članak koji nije samo »revizija« Krležinog nekadašnjega suda, nego uopće revizija njegovih ocjena još nekih pojava, uključujući i Šenou).:str. 14 Frangeš zaključuje svoj rad riječima::str. 26

## Djela
- Kroatische Sprachlehre, 1918.
- Dinko Ranjina i talijanski petrarkisti, 1932.
- Talijanski utjecaj u Zlatarićevoj lirici, 1933.
- Italienische Einfluesse in der Lyrik Zlatarić, 1934.
- Pir mladog Derenčina: prema drami "Robinja" Hanibala Lucića i "Tireni", pastirskoj igri Marina Držića, priredili Branko Gavella i Mihovil Kombol, Naklada Slavenske knjižare St. i M. Radić, Zagreb, 1939.
- Zadar u hrvatskoj književnosti, 1944.
- Povijest hrvatske književnosti do narodnog preporoda, Matica hrvatska, Zagreb, 1945. (2. izd. 1961.)
- Vatroslav Jagić: Izabrani kraći spisi, urednik i prevoditelj Mihovil Kombol, 1948.
- Andrija Čubranović: Jeđupka, priredio Mihovil Kombol, 1949.
- Zadar kao književno središte, 1964.
- Albert Haler, Mihovil Kombol, Branko Gavella, Ljubomir Maraković: Eseji, studije, kritike, priredili Nikola Batušić i Dubravko Jelčić, biblioteka Pet stoljeća hrvatske književnosti, izd. Zora i Matica Hrvatska, 1971. - sadrži izabrane rasprave:
  - O Marku Maruliću
  - Zadar kao književno središte
  - Ivan Česmički
  - Hrvatska drama do 1830.
  - Faze novije hrvatske književnosti
  - Predgovor Antologiji novije hrvatske lirike
  - Hrvatska pripovijetka osamdesetih i devedesetih godina

Sastavio je dvije antologije:
- Antologija novije hrvatske lirike, 1934.
- Hrvatski pripovjedači osamdesetih i devedesetih godina, 1935.

Autor je udžbenika Hrvatskosrpska čitanka za 1., 2., 3. i 4. razred građanskih škola iz 1938.
Kao prevoditelj poznat je po svojim prijevodima Goetheove Ifigenije na Tavridi (1942.), a napose po Danteovoj Božanstvenoj komediji (prvo izdanje - Pakao 1947., Čistilište 1955., a prijevod Raja ostao je dovršen tek do XVII. pjevanja,  tiskao se s nadopunama Olinka Delorka, 1960., ili Mate Marasa, 1976.). Prevodio je i liriku Goethea i Puškina.

## Nagrada
Matica hrvatska je 1999. godine imenovala Nagradu "Mihovil Kombol" za izniman doprinos u prevođenju svjetske kulturne i znanstvene literature na hrvatski jezik - Kombolovim imenom. Neki od dobitnika su:
- Mirko Tomasović za 2009. godine, za prijevod junačkog spjeva "Oslobođeni Jeruzalem" Torquata Tassa.[9]
- Mislav Ježić za 2010. i 2011. godinu, za prijevod Amarusataka.[10]

## Vanjske poveznice
- Hrvatski biografski leksikon: Mihovil Kombol